# Gama (District fédéral)
Gama est une région administrative du District fédéral au Brésil.
C'est la ville natale de Kaká, joueur de football brésilien.

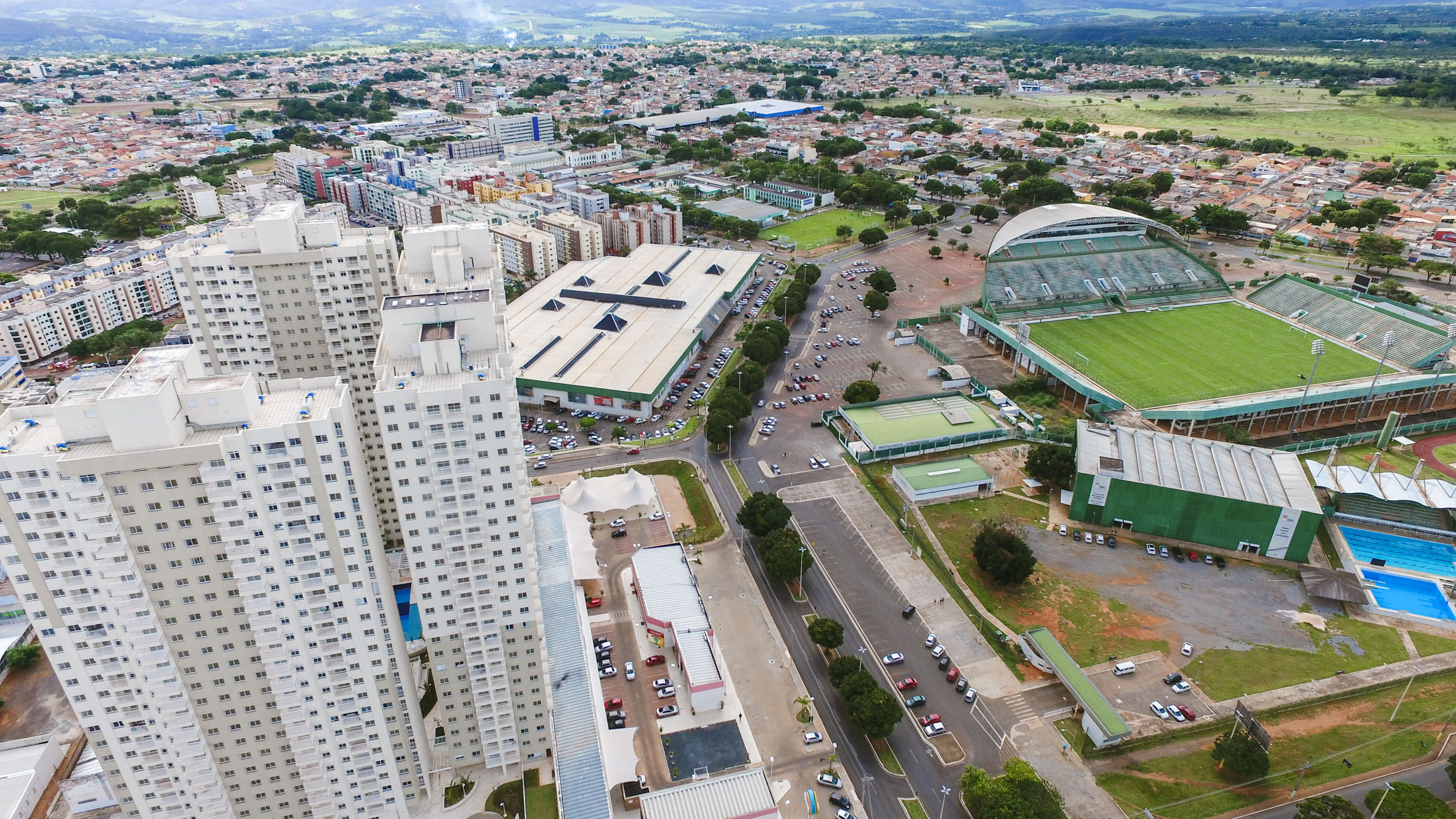
Secteur Central

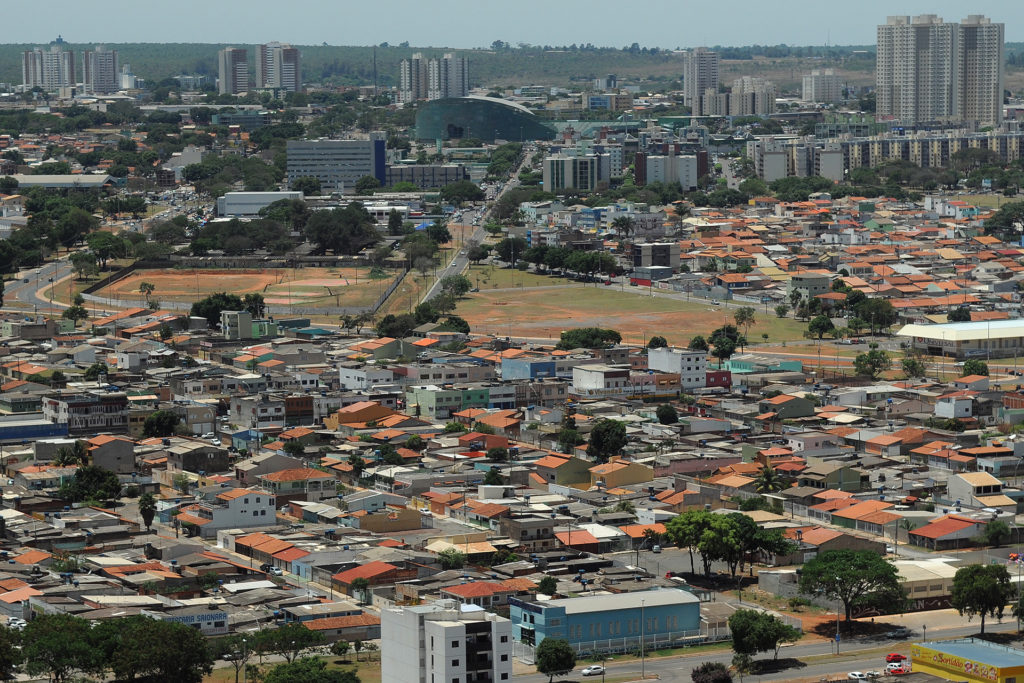
Secteur Ouest

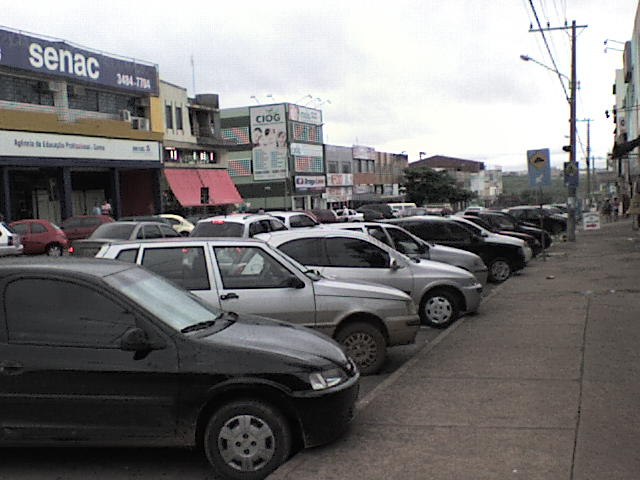
Secteur Est